# William Holden

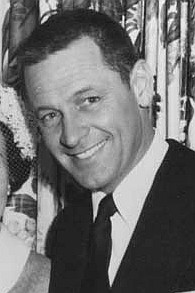
William Holden în 1952

William Holden (născut William Franklin Beedle Jr.; n. 17 aprilie 1918, O'Fallon⁠(d), Illinois, SUA – d. 12 noiembrie 1981, Santa Monica, California, SUA). A fost una dintre cele mai mari vedete de la Hollywood din anii 1950 și 1960, alternând roluri proeminente în filme devenite clasice, inclusiv Bulevardul crepusculului, Stalag 17, Podurile de la Toko-Ri (The Bridges at Toko-Ri), Sabrina, Podul de pe râul Kwai sau Hoarda sălbatică.

## Biografie
Holden a primit premiul Oscar pentru cel mai bun actor pentru rolul lui J. J. Sefton din filmul Stalag 17. Discursul său de acceptare este unul dintre cele mai scurte înregistrate („mulțumesc, mulțumesc”); transmisia TV a avut un timp strict de întrerupere care l-a forțat pe Holden să spună ceva repede. Frustrat, Holden a plătit personal pentru reclame în publicațiile de la Hollywood pentru a mulțumi tuturor celor cărora voiau să-i amintească în noaptea decernării premiilor Oscar. El a remarcat, de asemenea, că a considerat că ori Burt Lancaster, ori Montgomery Clift ar fi trebuit să câștige în locul lui premiul Oscar pentru cel mai bun actor pentru rolurile lor din filmul De aici în eternitate. Se spune că a considerat că i s-a acordat premiul drept consolare pentru că nu l-a câștigat anterior pentru rolul său din Bulevardul amurgului (1950). În plus, Wilder a fost nominalizat la Premiul Oscar pentru cel mai bun regizor, iar Strauss la Premiul Oscar pentru cel mai bun actor în rol secundar.

## Filmografie

### Film
- 1938 Prison Farm, regia Louis King, un prizonier, rolul de debut în film – (rol nemenționat)
- 1939 Million Dollar Legs, regia Nick Grinde – (rol nemenționat)
- 1939 Băiat de aur (Golden Boy), regia Rouben Mamoulian – Joe Bonaparte
- 1939 Invisible Stripes, regia Lloyd Bacon – Tim Taylor
- 1940 Those Were the Days!, regia Theodore Reed – P.J. "Petey" Simmons
- 1940 Our Town, regia Sam Wood – George Gibbs
- 1940 Arizona, regia Wesley Ruggles – Peter Muncie
- 1941 I Wanted Wings, regia Mitchell Leisen – Al Ludlow
- 1941 Texas, regia George Marshall – Dan Thomas
- 1942 The Fleet's In, regia Victor Schertzinger – Casey Kirby
- 1942 Fantoma lui Andrew (The Remarkable Andrew), regia Stuart Heisler – Andrew Long
- 1942 Meet the Stewarts, regia Alfred E. Green – Michael Stewart
- 1943 Tânăr și disponibil (Young and Willing), regia Edward H. Griffith – Norman Reese
- 1947 Blaze of Noon, regia John Farrow – Colin McDonald
- 1947 Dragă Ruth (Dear Ruth), regia William D. Russell – Lt. William Seacroft
- 1947 Fata de la varieteu (Variety Girl), regia George Marshall – propriul rol
- 1948 Rachel și străinul (Rachel and the Stranger), regia Norman Foster – Big Davey
- 1948 Apartment for Peggy, regia George Seaton – Jason Taylor
- 1948 The Dark Past, regia Rudolph Maté – Al Walker
- 1948 The Man from Colorado, regia Henry Levin – Del Stewart
- 1949 Streets of Laredo, regia Leslie Fenton – Jim Dawkins
- 1949 Miss Grant Takes Richmond, regia Lloyd Bacon – Dick Richmond
- 1949 Dear Wife, regia Richard Haydn – Bill Seacroft
- 1950 Father Is a Bachelor, regia Abby Berlin – Johnny Rutledge
- 1950 Bulevardul amurgului (Sunset Boulevard), regia Billy Wilder – Joe Gillis
- 1950 Union Station, regia Rudolph Maté – Lt. William Calhoun
- 1950 Născută ieri (Born Yesterday), regia George Cukor – Paul Verrall
- 1951 Force of Arms, regia Michael Curtiz – Sgt. Joe "Pete" Peterson
- 1951 Duel în adâncuri (Submarine Command), regia John Farrow – LCDR Ken White
- 1952 Boots Malone, regia William Dieterle – Boots Malone
- 1952 The Turning Point (The Turning Point), regia William Dieterle – Jerry McKibbon
- 1953 Stalag 17, regia Billy Wilder – sergentul J.J. Sefton
- 1953 The Moon Is Blue, regia Otto Preminger – Donald Gresham
- 1953 Forever Female, regia Irving Rapper – Stanley Krown
- 1953 Evadare din Fort Bravo (Escape from Fort Bravo), regia John Sturges – căpitanul Roper
- 1954 Executive Suite, regia Robert Wise – McDonald Walling
- 1954 Sabrina, regia Billy Wilder – David Larrabee
- 1954 Podurile de la Toko-Ri (The Bridges at Toko-Ri), regia Mark Robson – LT Harry Brubaker, USNR
- 1954 Fata de la țară (The Country Girl), regia George Seaton – Bernie Dodd
- 1955 Love Is a Many-Splendored Thing, regia Henry King – Mark Elliott
- 1955 Picnic, regia Joshua Logan – Hal Carter
- 1956 The Proud and Profane, regia George Seaton – Lt. Col. Colin Black
- 1956 Toward the Unknown, regia Mervyn LeRoy – Maj. Lincoln Bond
- 1957 Podul de pe râul Kwai (The Bridge on the River Kwai), regia David Lean – Cmdr. Shears
- 1958 Cheia (The Key), regia Carol Reed – căpitanul David Ross
- 1959 Cavaleriștii (The Horse Soldiers), regia John Ford – maiorul Henry Kendall
- 1960 Lumea lui Suzie Wong (The World of Suzie Wong), regia Richard Quine – Robert Lomax
- 1962 Satana nu doarme niciodată (Satan Never Sleeps), regia Leo McCarey – Părintele O'Banion
- 1962 Falsul trădător (The Counterfeit Traitor), regia George Seaton – Eric Erickson
- 1962 Leul (The Lion), regia Jack Cardiff – | Robert Hayward
- 1964 Scenarii în doi (Paris When It Sizzles), regia Richard Quine – Richard Benson / Rick (filmat în 1962)
- 1964 Al șaptelea răsărit de soare (The 7th Dawn), regia Lewis Gilbert – Maior Ferris
- 1966 Alvarez Kelly, regia Edward Dmitryk – Alvarez Kelly
- 1967 Casino Royale, regia John Huston – Ransome (rol cameo)
- 1968 Brigada diavolului (The Devil's Brigade), regia Andrew V. McLaglen – Lt. Col. Robert T. Frederick
- 1969 Hoarda sălbatică (The Wild Bunch), regia Sam Peckinpah – Pike Bishop
- 1969 Pomul de crăciun (The Christmas Tree), regia Terence Young – Laurent Ségur
- 1971 Hoinarii primejdioși (Wild Rovers), regia Blake Edwards – Ross Bodine
- 1972 Răzbunătorii (The Revengers), regia Daniel Mann – John Benedict
- 1973 Breezy, regia Clint Easwood – Frank Harmon
- 1974 Open Season, regia Peter Collinson – Hal Wolkowski (rol cameo)
- 1974 Infernul din zgârie-nori (The Towering Inferno), regia John Guillermin – Jim Duncan
- 1976 Rețeaua (Network), regia Sidney Lumet – Max Schumacher
- 1978 Mitul Fedorei (Fedora), regia Billy Wilder – Barry "Dutch" Detweiler
- 1978 Damien: Omen II, regia Don Taylor
- 1979 Evadare din Atena (Escape to Athena), regia George P. Cosmatos – (nemenționat)
- 1979 Ashanti, regia Richard Fleischer – Jim Sandell
- 1979 Vestul sălbatic (The Wild West), regia Laurence Joachim
- 1980 Vulcanul (When Time Ran Out), regia James Goldstone – Shelby Gilmore
- 1980 The Earthling, regia Peter Collinson – Patrick Foley
- 1981 S.O.B. Tim Culley (ultimul rol de film)

Titlurile românești au fost luate parțial din literatura de specialitate.

### Televiziune
| An   | Titlu                  | Rol                              | Note                                                                                 |
| ---- | ---------------------- | -------------------------------- | ------------------------------------------------------------------------------------ |
| 1955 | Lux Video Theatre      | Intermission Guest               | Episodul: "Love Letters"                                                             |
| 1955 | I Love Lucy            | Rolul său                        | Episodul: "Hollywood at Last"                                                        |
| 1956 | The Jack Benny Program | Rolul său                        | Episodul: "William Holden/Frances Bergen Show"                                       |
| 1973 | The Blue Knight        | Bumper Morgan                    | Film TV Primetime Emmy Award for Outstanding Lead Actor in a Limited Series or Movie |
| 1976 | 21 Hours at Munich     | șeful poliției Manfred Schreiber | Film TV                                                                              |

### Radio
| An   | Program                  | Episod/sursă            |
| ---- | ------------------------ | ----------------------- |
| 1940 | Lux Radio Theatre        | Our Town                |
| 1942 | Lux Radio Theatre        | I Wanted Wings          |
| 1945 | Lux Radio Theatre        | Christmas Holiday       |
| 1946 | Lux Radio Theatre        | Miss Susie Slagle's     |
| 1948 | Lux Radio Theatre        | Dear Ruth               |
| 1949 | Lux Radio Theatre        | Apartment for Peggy     |
| 1949 | Lux Radio Theatre        | Dear Ruth               |
| 1951 | Lux Radio Theatre        | Dear Wife               |
| 1951 | Lux Radio Theatre        | Love Letters            |
| 1951 | Lux Radio Theatre        | The Men                 |
| 1952 | Lux Radio Theatre        | Union Station           |
| 1952 | Lux Radio Theatre        | Submarine Command       |
| 1952 | Hollywood Star Playhouse | The Joyful Beggar       |
| 1953 | Lux Radio Theatre        | Appointment with Danger |
| 1953 | Lux Summer Theatre       | High Tor                |

## Premii și nominalizări
| An   | Titlu                   | Rol              | Note |
| ---- | ----------------------- | ---------------- | --- |
| 1950 | Sunset Boulevard        | Joe Gillis       | Nominalizare – Premiul Oscar pentru cel mai bun actor |
| 1953 | Stalag 17               | Sgt. J.J. Sefton | Premiul Oscar pentru cel mai bun actor Nominalizare – New York Film Critics Circle Award for Best Actor                                                                      |
| 1954 | Executive Suite         | McDonald Walling | Venice Film Festival Special Award for Ensemble Acting |
| 1955 | Picnic                  | Hal Carter       | Nominalizare – BAFTA Award for Best Foreign Actor |
| 1960 | The World of Suzie Wong | Robert Lomax     | Nominalizare – Laurel Award for Top Male Dramatic Performance |
| 1976 | Network                 | Max Schumacher   | Nominalizare – Academy Award for Best Actor Nominalizare – BAFTA Award for Best Actor in a Leading Role Nominalizare – National Society of Film Critics Award for Best Actor |